# Герб Оршанского района
Герб муниципального образования «Оршанский муниципальный район»  является официальным опознавательно-правовым знаком муниципального образования «Оршанский муниципальный район» Республики Марий Эл, символом его суверенитета и достоинства, представительского статуса, единства его территории и прав, исторического значения.
Положение о действующем гербе утверждено 20 сентября 2006 года Решением Собрания депутатов муниципального образования «Оршанский муниципальный район».

## Описание герба
Описание герба в соответствии с положением:

В пурпурном поле золотой разомкнутый венок из ветвей льна; посреди венка — золотой, покрытый орнаментом, марийский обрядовый ковш, в навершии рукояти которого птица.

Выбор стеблей льна для обрамления герба не случаен. В советское время лён был основной культурой района, здесь работал льнозавод, поставлявший продукцию на многие предприятия страны.